# Rubídium-karbonát
A rubídium-karbonát a szénsav rubídiumsója, képlete Rb2CO3. Stabil, nem különösebben reakcióképes, vízben nagyon jól oldódó vegyület. A rubídiumot általában rubídium-karbonátként lehet megvenni.

## Előállítása
Ammónium-karbonát és rubídium-hidroxid reakciójával állítható elő:
{\displaystyle \mathrm {(NH_{4})_{2}CO_{3}+2\ RbOH\longrightarrow Rb_{2}CO_{3}+2\ NH_{3}+2\ H_{2}O} }
Vagy rubídium-oxalát oxidációjával:
{\displaystyle \mathrm {2\ Rb_{2}C_{2}O_{4}+O_{2}\longrightarrow 2\ Rb_{2}CO_{3}+2\ CO_{2}} }
A természetben a lepilodit ásványban fordul elő a kálium-karbonáttal és a cézium-karbonáttal keveredve. Majd a lepidolitot feldolgozva nyerik ki a rubídium-karbonátot.

## Tulajdonságai
A rubídium-karbonát egy fehér színű, szagtalan, levegőre, nedvességre érzékeny higroszkópos, szilárd anyag. Három különböző kristályszerkezete van, szobahőmérsékleten csak az alfa fordul elő. Tércsoport: P21/c. (Rács paraméterei: a = 734,4 pm, b = 1011,6 pm, c = 587,26, elemi cellája négy atomot tartalmaz,) Pnma és P63/mmc. melyek megegyeznek a kálium- és cézium-karbonátéval.
100 g abszolút etanolban 0,74 g rubídium-karbonát oldódik.
Standard képződési energiája −1150 kJ·mol−1.
900 °C felett disszociálódik:
{\displaystyle \mathrm {Rb_{2}CO_{3}\longrightarrow Rb_{2}O+CO_{2}} }
Ha rubídium-karbonát vizes oldatában szén-dioxidot oldanak akkor rubídium-hidrogén-karbonát keletkezik:
{\displaystyle \mathrm {Rb_{2}CO_{3}+CO_{2}+H_{2}O\longrightarrow 2\ RbHCO_{3}} }
Magnéziummal és hidrogénnel együtt hevítve rubídium-hidrid keletkezik belőle:
{\displaystyle \mathrm {Rb_{2}CO_{3}+Mg+H_{2}\ {\xrightarrow {\ \Delta \ }}\ 2\ RbH+MgO+CO_{2}\uparrow } }

## Felhasználása
Használják az üveggyártásban az üveg élettartalmának növelésére, illetve a vezetőképességének csökkentésére. Használják még katalizátorként.
Továbbá speciális szemüvegek gyártásánál, földgázból rövid szénláncú alkánok előállításánál katalizátorként, és más rubídiumvegyületek előállításához.
Rubídium és cézium analitikai elválasztásához, mert alig oldódik etanolban, ellentétben a cézium-karbonáttal.

## Fordítás
Ez a szócikk részben vagy egészben  a   Rubidium carbonate című angol Wikipédia-szócikk ezen változatának fordításán alapul.  Az eredeti cikk szerkesztőit annak laptörténete sorolja fel. Ez a jelzés csupán a megfogalmazás eredetét és a szerzői jogokat jelzi, nem szolgál a cikkben szereplő információk forrásmegjelöléseként.
Ez a szócikk részben vagy egészben  a   Rubidiumcarbonat című német Wikipédia-szócikk fordításán alapul.  Az eredeti cikk szerkesztőit annak laptörténete sorolja fel. Ez a jelzés csupán a megfogalmazás eredetét és a szerzői jogokat jelzi, nem szolgál a cikkben szereplő információk forrásmegjelöléseként.